# Propaleoteri
El propaleoteri (Propalaeotherium) és un gènere primitiu de perissodàctils, relacionat amb els cavalls. El seu nom significa 'anterior als paleoteris', ja que n'és l'avantpassat. Tot i que descendien del cavall més primitiu, l'hiracoteri, els propaleoteris i els paleoteris no eren avantpassats del cavall modern: el seu llinatge s'extingí fa uns 45 milions d'anys.
Els propaleoteris eren animals petits, que feien entre trenta i seixanta centímetres a l'espatlla. Semblaven petits tapirs. No tenien peülles, sinó una mena d'ungles que s'hi assemblaven. Eren herbívors i uns fòssils sorprenentment ben conservats al jaciment de Messel mostren que menjaven baies i fulles que havien caigut a terra.